# Макаровський
Мака́ровський (рос. Макаровский) — селище у складі Нікольського району Вологодської області, Росія. Входить до складу Кемського сільського поселення.

## Населення
Населення — 83 особи (2010; 153 у 2002).
Національний склад (станом на 2002 рік):
- росіяни — 99 %